# رایگان در برابر آزاد

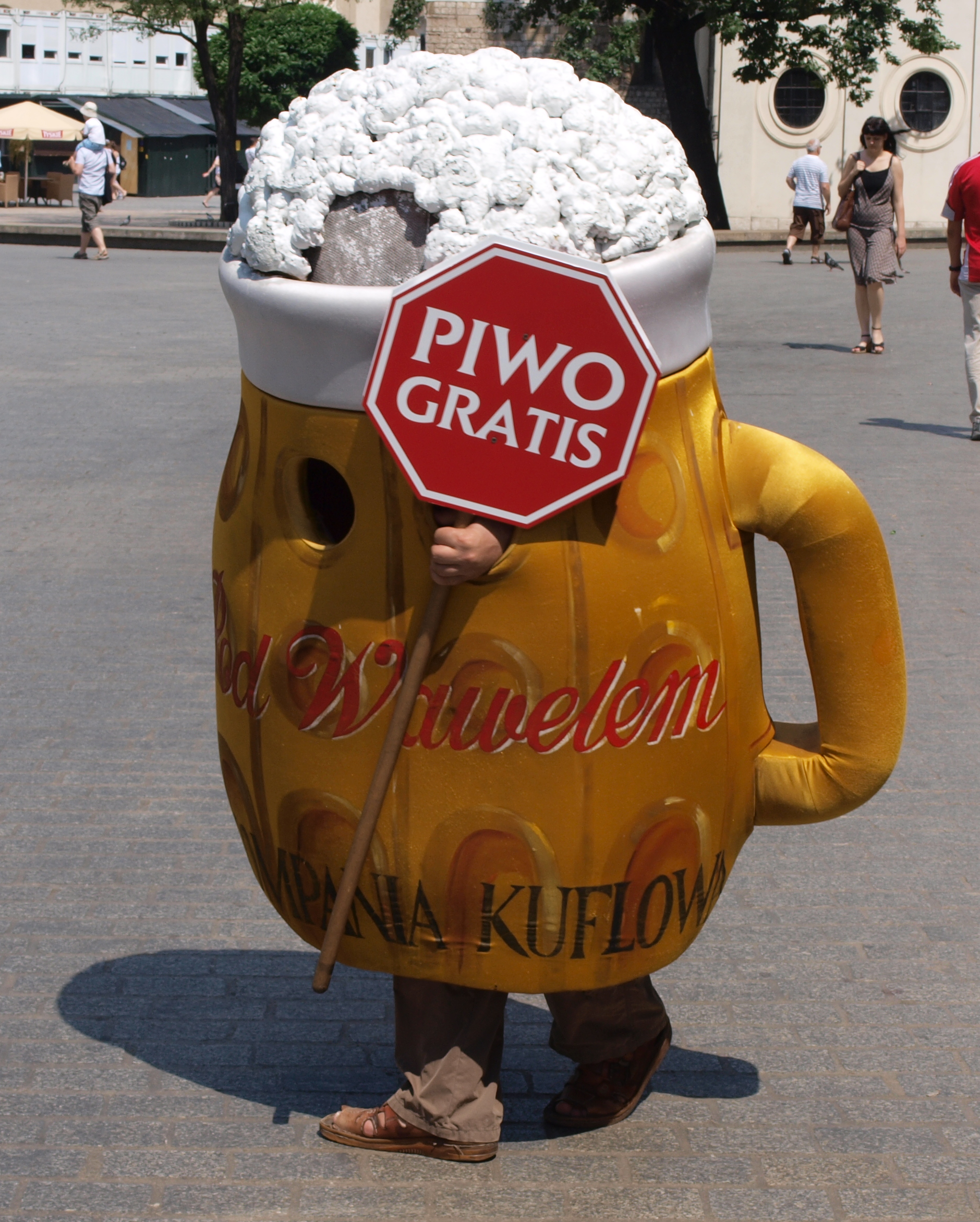
یک مجسمهٔ تبلیغاتی در مرکز کراکوف لهستان که یک ماگ آبجو پوشیده و یک علامت در دست دارد که به لهستانی روی آن نوشته آبجوی رایگان و آبجویی را تبلیغ می‌کند که بدون دریافت هزینه اهدا شود.

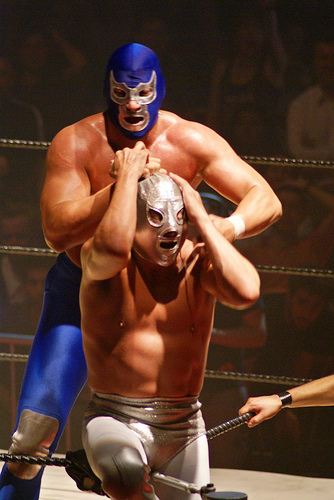
لوچا آزاد نوعی از کشتی بی‌قاعده است که «آزاد» محسوب می‌شود زیرا در قیاس با بقیهٔ انواع کشتی بدون محدودیت است.

به طور معمول صفت free در زبان انگلیسی با یکی از این دو معنی به کار می‌رود: «برای قیمت صفر» (مفت) و «بدون محدودیت یا با محدودیت کم» (آزاد). این ابهام کلمهٔ free می‌تواند در جاهایی که تمایز این دو معنی مهم است، باعث پدید آمدن مسائلی شود، چرا که این عبارات معمولاً در قوانین مرتبط با استفاده از اطلاعات مانند حق تکثیر و ثبت اختراع به کار می‌رود.
در جنبش نرم‌افزار آزاد به همان گستردگی جنبش فرهنگ آزاد، اصطلاحات gratis و libre برای طبقه‌بندی مالکیت فکری در حوزهٔ پروانه‌ها و محدودیت‌های قانونی آن‌ها، به طور خاص در مورد برنامه‌های رایانه‌ای، استفاده می‌شوند. برای مثال، اصطلاحات libre و gratis برای نمایش تمایز بین رایگان‌افزار (نرم‌افزار مفت) از نرم‌افزار آزاد (نرم‌افزار آزاد) استفاده شوند.

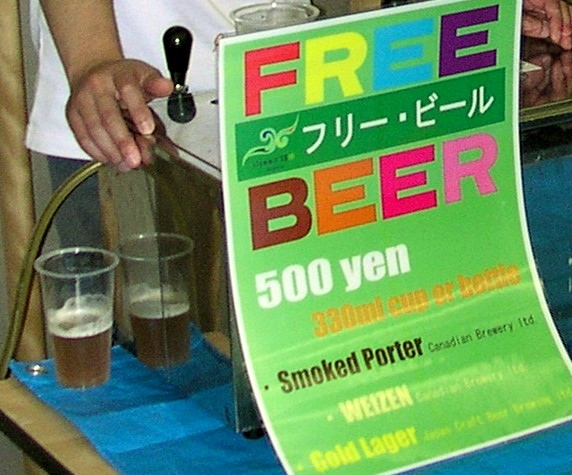
فروش آبجوی free در Isummit 2008 که دستورالعمل "free آنطور که در آزادی است نه free آنطور که در آبجوی رایگان است" و برچسب مجوز کرییتیو کامنز ("free آنطور که در آزادیست") نه آنطور که در مفت (free آنطور که در آبجوی رایگان است) است و به قیمت ۵۰۰ ین به فروش می‌رسد را نشان می‌دهد.

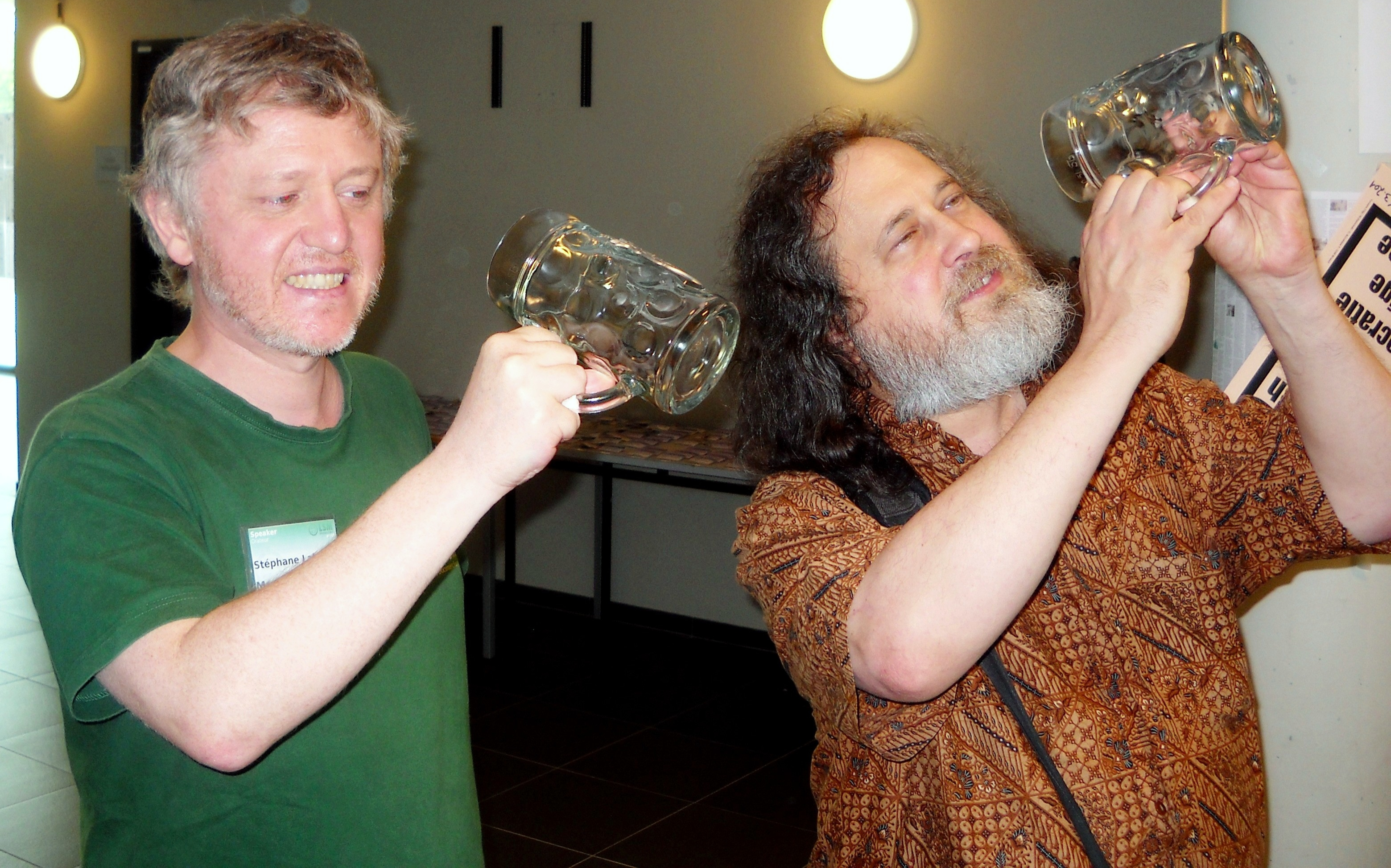
ریچارد استالمن (سمت راست) جمله معروفش را "free آنطور که در آزادی بیان است نه آنطور که در آبجوی رایگان است" را با یک لیوان آبجو در ملاقات نرم‌افزار آزاد (RMLL) بروکسل در تاریخ ۹ ژوئیه ۲۰۱۳ نمایش می‌دهد.

ریچارد استالمن تفاوت را در شعار "به لغت free در آزادی بیان فکر کنید نه در آبجوی رایگان" خلاصه می‌کند.

## مفت
مفت در انگلیسی عبارت مصطلحیست که از زبان‌های رومی و زبان‌های ژرمنی اقتباس شده که در نهایت از رافع جمع و حالت مفعولی از صرف اول اسم grātia در زبان لاتین به دست می‌آید. این به معنی «بدون هزینه» یا «با قیمت صفر» یا «مجانی» است، با این مفهوم که یک کالا یا خدمات اگر چه دارای ارزش باشد، بدون پرداخت هزینه تأمین شود.

## آزاد
آزاد /ˈli:brə/ در انگلیسی از زبان‌های رومانیایی گوناگونی اقتباس می‌شود که در نهایت از کلمهٔ لاتین lībere; و ریشهٔ آن به liberty نزدیک است و نشان‌دهندهٔ "وضعیت آزاد بودن"، آنطور که در "آزادی" است یا "داشتن آزادی" است. فرهنگ انگلیسی آکسفورد (OED) به libre به عنوان اصطلاحی که استفاده‌اش منسوخ شده، نگاه می‌کند، ولی کلمه به استفادهٔ محدودش بازگشته است. اگر چه هیچ صفت تک کلمه‌ای انگلیسی دیگری به جز libre وجود ندارد که منحصرا نشان‌دهنده "آزادی" باشد (بدون اینکه معنی "بدون هزینه اجباری" بدهد)، برخلاف واژهٔ gratis، واژهٔ libre در تعداد کمی از فرهنگ لغت‌های انگلیسی یافت می‌شود.

## تمایز «آبجوی رایگان» و «آزادی بیان»
در توسعهٔ نرم‌افزار، رایج است وقتی هزینهٔ تولید انبوه کم است، توسعه‌دهنده‌ها نرم‌افزار را بدون قیمت در دسترس بگذارند. به یکی از فرم‌های پایه‌ای و جدید این مدل رایگان‌افزار می‌گویند. با رایگان‌افزار، نرم‌افزار برای استفاده‌های معمولی رایگان مجوزگذاری می‌شود: توسعه‌دهنده هیچ پولی برای جبران هزینه‌های آن دریافت نمی‌کند.
با ظهور جنبش نرم‌افزار آزاد، برای اعطای آزادی بیشتر به توسعه‌دهنده‌ها در حوزهٔ به اشتراک‌گذاری کد، طرح پروانه‌ای ساخته شد که به طور رایج به آن نرم‌افزار متن‌باز یا نرم‌افزار آزاد و متن‌باز (FLOSS یا FOSS یا F/OSS) گفته می‌شود. از آنجاییکه صفت انگلیسی free تمایز بین «برای قیمت صفر» با «آزادی» را مشخص نمی‌کند، جملات «free آنطور که در آبجوی رایگان است» (مفت، رایگان‌افزار) و «free آنطور که در آزادی بیان است» (آزاد، نرم‌افزار آزاد) اقتباس شدند. برای افراد بسیاری در جنبش نرم‌افزار آزاد، آزادی در استفاده از نرم‌افزار، ایجاد تغییرات در آن و ... به صورت یک آزادی تعبیر می‌شود چه آن نرم‌افزار یک نرم‌افزار قابل استفاده به طور رایگان باشد یا در ازای پول معاوضه شود، بنابراین این تمایز مهم است.
این اصطلاحات برای کپسوله‌سازی این تمایز در توسعهٔ نرم‌افزار آزاد و گرایش‌های قانون کامپیوتر به صورت libre و gratis رایج شدند. این تمایز به تمایزی که در علم سیاست بین آزادی منفی و آزادی مثبت به وجود آمده، شبیه است. مشابه «آبجوی رایگان»، آزادی مثبت دسترسی یکسان توسط همه بدون هزینه یا بدون توجه به درآمد را برای کالای داده شده تضمین می‌کند (با این فرض که کالا وجود دارد) و مشابه «آزادی بیان» آزادی بد، حق استفاده از چیزی را، (در این مثال، سخن) بدون توجه به اینکه در هر مورد آیا هزینه‌ای وجود دارد برای این استفاده یا نه (شما همچنان آزادی بیان دارید حتی اگر این برایتان هزینه‌بر باشد که یک روزنامه را به دست آورید) پادمان می‌کند.

## تعمیم تمایز «مفت/آزاد» به جنبش دسترسی باز
تمایز مفت/آزاد در اصل متوجه نرم‌افزار (کد) است به این معنی که کاربرها دو نوع کار می‌توانند بکنند:  (۱) دسترسی داشته و استفاده کنند و (۲) تغییر بدهند و بازمصرف کنند. «مفت» به این مربوط است که استفاده و دسترسی به کد، بدون نیاز به هزینه ممکن باشد و «آزاد» مرتبط با اینست که ویرایش و بازمصرف کد بدون نیاز به اجازه مجاز باشد. محتوای هدف در جنبش دسترسی آزاد، نرم‌افزار نیست بلکه متون منتشر شدهٔ مقالات نشریات تحقیقاتی داوری همتا است.
۱. دسترسی‌پذیری و استفادهٔ کد (متن). برای مطالب تحقیقاتی منتشر شده، در دسترس گذاشتن متن به صورت رایگان برای همه به صورت آنلاین (مفت) حتی قوی‌تر از این مفهوم برای کد نرم‌افزار است زیرا در مورد نرم‌افزار برخی ممکن است بخواهند کدشان را بفروشند و برخی توسعه‌دهنده‌ها ممکن است بخواهند که کدشان را به صورت رایگان منتشر کنند درحالیکه در مورد متن مقالات علمی منتشر شده، همه نویسندگان آن‌ها، بدون استثناء، به صورت رایگان منتشر می‌کنند: و هیچ‌کدام دنبال گرفتن وفاداری یا هزینه برای فروشش نیستند. در نقطهٔ مقابل، هر دسترسی که به کاربران بالقوه محدود شود به معنی هدر رفتن تأثیر بالقوهٔ علم‌سنجی تحقیق (دانلود، ارجاع‌ها) برای نویسندگان است و استخدام، حقوق و ارتقأ شغلی و بودجه مالی تخصیص داده شده به محققین وابسته به علم‌سنجی تحقیقشان است. برای همین اگرچه تمام توسعه‌دهندگان نرم‌افزار نمی‌خواهند که نرم‌افزارشان به صورت مفت، در دسترس باشد تمام محققان می‌خواهند مقالاتشان به صورت مفت در دسترس باشد.
۲. قابلیت ویرایش و بازمصرف کد (متن). برای مطالب تحقیقاتی منتشر شده، اجازهٔ ویرایش و بازمصرف متن به مراتب ضعیف‌تر از این اجازه برای کد نرم‌افزار است چونکه برخلاف نرم‌افزار، متن مطالب تحقیقاتی برای ویرایش و بازمصرف در نظر گرفته نشده. (از سوی مقابل، محتوای مطالب تحقیقاتی همیشه برای بازمصرف و ویرایش در نظر گرفته می‌شود و این شیوهٔ پیشرفت تحقیقات است) وقتی ایده‌ها و یافته‌های نویسنده منتشر می‌شوند هیچ مانع کپی‌رایتی برای ویرایش، توسعه، ایجاد و بازمصرف آن‌ها تا زمانیکه به نویسنده و مرجع منتشرکننده ارجاع داده می‌شود، وجود ندارد اما ویرایش‌های صورت گرفته به متن منتشر شده مسئلهٔ دیگریست. به دور از گفتاورد کلمه به کلمه، نویسندگان متون علمی در حالت کلی علاقه‌ای به دادن اجازه به دیگران برای ساخت «ترکیب‌ها» از متونشان را ندارند. محققان-نویسندگان همگی خوشحالند که متنشان را برای برداشت و نمایه‌سازی برای جستجو و به همان اندازه برای داده‌کاوی، در دسترس بگذارند ولی برای بازاستفاده در حالت تغییر یافته (بدون اجازهٔ مؤلف) علاقه‌ای به اعطای این اجازه ندارند.
تمثیل رسمی و تعمیم تمایز مفت/آزاد، از نرم‌افزار متن‌باز به دسترسی آزاد ایجاد شده است.